# 1964

## أحداث
- نهاية حرب الرمال في 20 فبراير 1964 والتي بدأت في 25 سبتمبر 1963.
- بداية النزاع المائي في 1 نوفمبر 1964 والتي انتهت في 1 مايو 1967.

### يناير
- عقد أول قمة عربية.
- 12 يناير - ثورة زنجبار.

### مارس
- 29 مارس - إنشاء إذاعة القرآن الكريم المصرية

### يونيو
- 29 يونيو - شقيقة الرئيس الكوبي فيدل كاسترو تفر من كوبا وتطلق تصريحات مناهضة لشقيقها الرئيس.

### أكتوبر
- 24 أكتوبر - استقلال اندونيسيا.

### نوفمبر
- 2 نوفمبر - الأمير فيصل يصبح ملك السعودية.

### ديسمبر
- 22 ديسمبر - تأميم الصناعات النفطية في سوريا.

## مواليد
- آمنة المصمودي
- أحمد محمود وهبي
- أحمد راضي
- حسن سعيد مشيمش
- أحمد بن محمد العيسى
- أحمد زنيبر
- أمير زيدان
- أمير قلعة نويي
- علي الأمير
- أوزيبيو ساكريستان
- سموكي ناجاتا
- أوسكار رومان أكوستا
- أوليغ بروتاسوف
- أيمن صادق
- أيمن نور
- إبراهيم أبو علبة
- إبراهيم الحساوي
- علي خرمي
- إبراهيم حمامي
- إدوارد كوكويتي
- إريك غيريت
- إستفان كوزما
- إلوي
- إيلي صعب
- الأمير إدوارد
- بارات جاغديو
- بول غراهام
- باول فلاهيرتي
- باول مكستاي
- بريجيت فوندا
- بنانا يوشيموتو
- بول لوجوين
- بيترا باور
- تاكمي يامازاكي
- تريسي شابمان
- تكسيكي بيغريستين
- توحیدي الطبري
- توماس بيرثولد
- تيري هاتشر
- جان كلود نادون
- جانلوكا فيالي
- جورجينيو
- جوردن ميكنر
- جوزيبي جانيني
- جولييت بينوش
- جون سويسي
- جون شيريدان
- جون ليجويزامو
- جيانغ يو
- جيرالد فانينبورغ
- جيف بيزوس
- جينار أندرينوا
- حسام عدوان
- حسن النمر
- حفيظ دراجي
- حميد بارودي
- خالد صالح
- خالد صالح (مذيع)
- خلدية بنت محمد آل خليفة
- دافيدي بالارديني
- دان براون
- دومينيكو دي كارلو
- دون شيدل
- ديانا كرال
- ديديه ثولوت
- دينا طلعت
- دييتر إكيستين
- راسل كرو
- راغب السرجاني
- راينر ميركل
- ربيعة جلطي
- رشيد مشهراوي
- رشيدي ياكيني
- روب لوو
- شادي صلاح الدين
- روبيرتو كرافيرو
- روبيرتو مانشيني
- روني كولمان
- ريكاردو غوميز
- سالم عبد الله الجابر الصباح
- سابو
- سارة بالين
- ساري مقدسي
- سالم الشيخي
- ساندرا بولوك
- ستون كولد ستيف أوستن
- ستيفن كولبير
- سحر حمدي
- سكوت سكايلز
- سوزان رايس
- سيباستيانو روسي
- سيرجي دميترييف
- شريف شيخ أحمد
- شريهان
- عاطف الفراية
- عالية شعيب
- عبد السلام الواحاتي
- عبد الله اليوسف
- عدنان الطلياني
- عدي صدام حسين
- عصمت إلشي
- علي المؤمن (باحث عراقي)
- علي بوعافية
- علي رجب
- عبيد العتيبي
- عمار مرياش
- غاري مكأليستر
- غونار ساور
- فرناندو دي نابولي
- فريد زكريا
- فرينش ستيوارت
- فضيلة عمارة
- فيصل الدويسان
- فيفيكا ا. فوكس
- فيليب فراغيون
- كاثي بورك
- كارولين كاثرينا مولر
- كازوشيجي نوجيما
- كاسبار كاباروني
- كرستوفر تيتوس
- كريسبين غلوفير
- كلاوس إبنر
- كلايف أوين
- كورتني كوكس أركيت
- كونراد بلاوتز
- كيانو ريفز
- كيجي فجيوارا
- كيككو إينوي
- كيون مي ري
- لارس لوك راسموسن
- لورا انغرام
- لورا ليني
- لوران فورنييه
- لورينت كروكي
- لويس ميدينا كونتاليخو
- ليام أوبرين
- ليلى أبو العلا
- محمد علي الحسيني
- مات ديلون
- ماتس ويلندر
- مارتن وينيك
- مارك ليباين
- ماركو بالوتا
- ماركو فان باستن
- ماري-لويز باركر
- مانويل خيمينيز خيمينيز
- مايكل لاودروب
- محمد العبد الجادر
- محمد اميمة
- محمد خالد إبراهيم
- محمد عثمان الخشت
- محمد قطناني
- محمد ولد عبدي
- مرتضى الحسيني الشيرازي
- ميشيل أوباما
- مليندا غيتس
- موسى داديس كامارا
- مونيكا بيلوتشي
- ميلوش بورساتش
- مينامي تاكاياما
- نايف بن خالد الوقاع
- نتاشا أطلس
- نزار غزالي
- هاني رمزي (ممثل)
- هندري كروزن
- هوب ديفيس
- هولت مكالاني
- هيربيرت فاندل
- وئام وهاب
- وايمان تيسدال
- وليد مساعد الطبطبائي
- يورغن كلينسمان
- يوكو كانو
- علي داود سلمان الزيادي
- دخيل الخليفة

### يناير
- 3 يناير - عبد الله جهاد، نائب رئيس المالديف.

### مارس
- 18 مارس - يوكو كانو، ملحنة يابانية.
- 22 مارس - إبراهيم مصطفى رشيدي صالح - بمدينة الإسكندرية

### أبريل
- 13 أبريل - ياسهارو تاكاناشي، ملحن ياباني.

### مايو
- 5 مايو - توم ريس، كاتب ومؤرخ أمريكي.
- 18 مايو - كين ناريتا، مؤدي أصوات ياباني.

### يوليو
- 28 يوليو - ميتسواكي مادونو، مؤدي أصوات ياباني.

### أكتوبر
- 13 أكتوبر - ماسايا أونوساكا، مؤدي أصوات ياباني.
- 14 أكتوبر - ديفيد كاي، ممثل كندي.
- 30 أكتوبر - عبد اللطيف مبارك، شاعر مصري.

## وفيات
- آري باروسو
- أحمد البطراوي
- أحمد فاضل كيالي
- أديب الشيشكلي
- ألكسندر آرتشيبنكو
- ألكسندر ألكسندروف
- ألكسندر كويري
- إستفان روستي
- إيان فليمنج
- العربي بن صاري
- بالميرو تولياتي
- باولينو ألكنتارا
- بدر شاكر السياب
- بشارة الخوري
- بيتر لور
- جواهر لال نهرو
- جيمس فرانك
- حسين رؤوف أورباي
- خالدة أديب
- خميس ترنان
- دخيل عيدان
- دوغلاس ماكارثر
- صلاح سرحان
- عباس محمود العقاد
- عبد الجبار التكرلي
- عبد الفتاح القصري
- عبد الوهاب مرجان
- غرهارت دوماك
- غيريت ريتفيلد
- فرانس إيميل سيلانبا
- كول بورتر
- محمد رضا المظفر
- محمد سعيد العريان
- محمد شعباني
- محمود سعيد (فنان تشكيلي)
- مصطفى حليم
- ناصر العامود
- هانس فون أويلر شلبين
- هربرت هوفر
- ويليام غاربوت
- 16 حزيران - حكمت سليمان، سياسي عراقي.
- 19 يونيو - هاينريش كويرنغ، إحاثي ألماني.
- 3 أكتوبر - مصطفى السباعي، مؤسس حركة الإخوان المسلمين في سوريا.

## نال جائزة نوبل
- في الفيزياء – بين الأمريكي شارلز تاونز والسوفييتيان نيكولاي باسوف والكسندر بروخروف.
- في الكيمياء – البريطانية دوروثي هودجكن.
- في الطب – مناصفة بين الأمريكي كونراد بلوخ والألماني فيودور لينن.
- في الأدب – الفرنسي جان بول سارتر (رفض الجائزة).
- في السلام – الأمريكي مارتن لوثر كينغ.